# بروباغندا الدولة في الاتحاد الروسي
تعمل الدعاية في الاتحاد الروسي على الترويج لوجهات نظر الحكومة أو معتقداتها أو أجنداتها. وتشمل وسائل الإعلام المنافذ التي تديرها الدولة والتقنيات الرقمية، وقد تنطوي على استخدام «الإجراءات النشطة حسب المفهوم السوفيتي، وهي تمثل أحد عناصر ‹الحرب السياسية› الروسية الحديثة». ومن الجدير بالذكر أن الدعاية الروسية المعاصرة تروج لعبادة شخصية فلاديمير بوتين والاعتبارات الإيجابية للتاريخ السوفييتي. أسست روسيا عددًا من المنظمات، مثل اللجنة الرئاسية للاتحاد الروسي لمكافحة محاولات تزوير التاريخ على حساب مصالح روسيا، وكتائب الويب الروسية، وغيرها من المنظمات التي تشارك في الدعاية السياسية للترويج لوجهات نظر الحكومة الروسية.

## الجهود المبذولة برعاية الدولة في إطار العلاقات العامة العالمية
في نهاية عام 2008، أشار ليف غودكوف، استنادًا إلى بيانات استطلاعات مركز ليفادا، إلى الاختفاء شبه الكامل للرأي العام بوصفه مؤسسة اجتماعية سياسية في روسيا المعاصرة واستبدال الدعاية الحكومية به.
فبعد فترة وجيزة من أزمة رهائن مدرسة بيسلان في سبتمبر 2004، دعم بوتين برنامجًا يرعاه الكرملين وهدفه «تحسين صورة روسيا» خارجيًا. وكان أحد المشاريع الرئيسية للبرنامج إنشاء قناة روسيا اليوم (المعروفة حاليًا باسم آر. تي.) في 2005، وهي قناة إخبارية تلفزيونية تبث باللغة الإنجليزية وتقدم تغطية إخبارية على مدار 24 ساعة. خُصصت 30 مليون دولار من الأموال العامة لميزانية انطلاقتها. عرضت السي بي إس نيوز قصة إخبارية حول إطلاق قناة روسيا اليوم ونقلت فيها ما قاله بوريس كاغارليتسكي عنها بأنها «استمرار بارز لخدمات الدعاية السوفيتية القديمة».
وفي أغسطس 2008، قال نائب وزير الخارجية الروسي غريغوري كاراسين، في سياق الصراع بين روسيا وجورجيا: «إن وسائل الإعلام الغربية آلةٌ منظمة تنظيمًا جيدًا، وهي لا تعرض سوى الصور التي تتناسب جيدًا مع أفكارهم. ونحن نجد صعوبة بالغة في إقحام رأينا في صفحات دورياتهم». وفي يونيو 2007، ذكرت دورية فيدوموستي أن الكرملين كان يكثف ممارسات الضغط الرسمية في الولايات المتحدة منذ 2003، فمن بين إجراءات أخرى، وظف شركات مثل هانافورد إنتربرايزز وكيتشم.
وفي مقابلة أجريت عام 2005 مع وكالة البث الخارجية الحكومية، صوت أمريكا، قال المدون الروسي الإسرائيلي أنطون نوسيك إن إنشاء آر. تي. «يشبه حملات الدعاية التي شنها السوفييت بأسلوبهم الخاص». فيما وصف باسكال بونامور، رئيس القسم الأوروبي لمنظمة مراسلون بلا حدود، الشبكة المعلن عنها حديثًا بأنها «خطوة أخرى من جانب الدولة للسيطرة على المعلومات». وفي 2009، وصف لوك هاردينغ (مراسل موسكو آنذاك) من دورية الغارديان الحملة الإعلانية التي تروج لها آر. تي. في المملكة المتحدة بأنها «محاولة طموحة لإنشاء إمبراطورية دعائية عالمية جديدة بعد الاتحاد السوفيتي». ووفقًا لليف غودكوف، مدير مركز ليفادا، منظمة استطلاع الرأي الأرفع في روسيا، فإن الدعاية الروسية التي يروج لها بوتين «عدوانية ومضللة ... أسوأ من أي شيء شهدته في الاتحاد السوفيتي».
وفي 2014، قال إيفان زاسورسكي، أستاذ الإعلام ونظرية الاتصالات في قسم الصحافة بجامعة موسكو الحكومية، «اليوم ثمة العديد من مخططات التأثير المعقدة في العالم والتي يمكن وصفها بالقوة الناعمة. لكن الأساليب العنيفة التقليدية للدعاية والسيطرة المباشرة التي تستخدمها الحكومة الروسية لا يمكن اعتبارها فعالة من وجهة نظر مهنية ولا مقبولة من وجهة نظر أخلاقيات الصحفيين».
وفي أعقاب ضم روسيا لشبه جزيرة القرم عام 2014، لاحظ حلف شمال الأطلسي نموًا كبيرًا للدعاية الروسية. وفي فبراير 2017، نشر موقع الأخبار الروسي لايف.رو تسجيلًا صوتيًا ملفقًا لأمين عام حلف شمال الأطلسي ينس ستولتنبرغ يُزعم من خلاله إجراءه محادثة مع الرئيس الأوكراني بيترو بوروشينكو. وقد تبين أن الصوت المزعوم لبوروشينكو هو صوت أحد المخادعين الروس. كانت روسيا تقارن قوات الحكومة الأوكرانية في دونباس بأعضاء داعش. وادعى الباحث السياسي نيكولاي كوجانوف أن روسيا استخدمت الدعاية لنقل رسائل قومية وكذلك مؤيدة للأسد خلال الحرب الأهلية السورية. ويزعم كوجانوف أيضًا أن روسيا بذلت جهدًا من خلال الدعاية لتصوير روسيا وسوريا قوةً مستقرة «في النضال ضد الاضطراب الناجم عن الأمريكيين والإرهاب المدعوم من شركاء الولايات المتحدة الإقليميين».
تنشر كذلك وكالة أنباء روسيا اليوم ووكالة سبوتنيك معلومات كاذبة. ففي حادثة إسقاط طائرة الخطوط الجوية الماليزية الرحلة 17، قدم موقع بلينغ كات لمؤسسه إليوت هيغينز أدلة على التلاعب بصور الأقمار الصناعية التي أصدرتها وزارة الدفاع الروسية والتي استخدمتها وكالة أنباء روسيا اليوم ووكالة سبوتنيك ومقرها إدنبرة في اسكتلندا.
أدى تواصل الدعاية الروسية إلى إنكار العديد من الأشخاص لما شهدوه أثناء الغزو الروسي لأوكرانيا في 2022، حتى من قبل أفراد الأسرة نفسها الذين يتلقون الأخبار من الجانب الآخر من ستار المعلومات. قللت وسائل الإعلام الروسية التي تسيطر عليها الدولة من الخسائر المدنية والعسكرية بشكل ممنهج، منددة بتقارير الهجمات على المدنيين باعتبارها «مزيفة» أو ملقية اللوم على القوات الأوكرانية. وعلى الرغم من أن الدستور الروسي لعام 1993 يحتوي على مادة تحظر الرقابة صراحةً، إلا أن جهاز الرقابة الروسي روسكومنادزور أمر وسائل الإعلام في البلاد باستخدام المعلومات التي توفرها مصادر الدولة الروسية فقط، فإما ذلك أو مواجهة الغرامات والحظر، متهمًا عددًا من وسائل الإعلام المستقلة بنشر «معلومات كاذبة غير موثوقة ذات أهمية اجتماعية» حول قصف المدن الأوكرانية من قبل الجيش الروسي ووفيات المدنيين. قال دميتري موراتوف، رئيس تحرير دورية نوفايا غازيتا الروسية المستقلة: «كل ما لا يندرج تحت الدعاية الممنهجة يجري إقصاءه».
ووفقًا للباحثين، كثفت روسيا جهود الدعاية الدولية التي تستهدف أفريقيا، والشرق الأوسط، والبلقان، وآسيا. إذ رُصد نمو في الدعاية الموالية لروسيا باللغة العربية أثناء الغزو الروسي لأوكرانيا، واتُهمت روسيا بتضخيم المظالم المعادية للغرب بعد الاستعمار في أفريقيا من خلال حملات التضليل. وبفضل الجهود الروسية، أصبحت المشاعر المؤيدة لموسكو وإلقاء اللوم على الغرب في الغزو الروسي لأوكرانيا عام 2022 سائدة في معظم أنحاء أفريقيا.

## استخدام وسائل التواصل الاجتماعي
اتُهمت روسيا باستخدام منصات التواصل الاجتماعي بهدف نشر رسائل الدعاية إلى جمهور عالمي، من خلال نشر الأخبار الزائفة بالإضافة إلى نشر الإعلانات وإطلاق حركات ناشطة زائفة. أدت شعبية سبوتنيك على وسائل التواصل الاجتماعي واستخدامها لعناوين الكليك بايت التي تنتشر بسرعة كبيرة وعلى نطاق واسع إلى تشبيهها بموقع باز فيد، فصنفتها دورية فورين بوليسي بأنها باز فيد البروباغندا.
اتهمت السلطات الأمريكية روسيا بالسعي إلى نشر أخبار كاذبة وحملات دعاية في محاولة للتدخل في الانتخابات الرئاسية الأمريكية لعام 2016. ويُزعم أن روسيا استخدمت تكتيكات مثل إنشاء حسابات مزورة على وسائل التواصل الاجتماعي وتنظيم التجمعات السياسية والإعلانات السياسية عبر الإنترنت في محاولة لمساعدة المرشح الجمهوري للرئاسة دونالد ترامب على الفوز في الانتخابات. وبذل كبار المسؤولين التنفيذيين في منصات التواصل الاجتماعي الأمريكية جهدًا لمواجهة الدعاية الروسية المزعومة من خلال حذف الحسابات المؤتمتة وتنبيه المستخدمين إلى وجود معلومات مضللة مزعومة على منصاتهم وتفاعلات قد تلقاها المستخدمون. وفي يناير 2017، قدر تويتر أنه نحو 677,000 مستخدم «تفاعلوا مع الدعاية الروسية أو الروبوتات خلال حملة 2016». وبعد ثلاثة أسابيع، قال مسؤولو تويتر إنه من المحتمل أن يكون قد ظهر لأكثر من 1.4 مليون مستخدم محتوى ناتج عن هذه الحسابات. وفي 2018، حذف تويتر نحو 200,000 تغريدة تبين أنها صادرة من حسابات مرتبطة بروسيا. وفي 31 أكتوبر 2017، حضر مسؤولون تنفيذيون من فيسبوك وغوغل وتويتر للإدلاء بشهاداتهم أمام لجنة الاستخبارات بمجلس النواب بشأن استخدام روسيا المزعوم لوسائل التواصل الاجتماعي في انتخابات عام 2016. وفي جهوده المبذولة بشأن مكافحة الأخبار المزيفة، أعلن فيسبوك عن خطة في يناير 2018 هدفها تسليط الضوء على مصادر الأخبار الموثوقة.
وفي 17 مايو 2017، عين نائب المدعي العام رود روزنشتاين مدير مكتب التحقيقات الفيدرالي السابق روبرت مولر ليشغل منصب مستشار خاص في وزارة العدل الأمريكية في تحقيق حول التدخل الروسي المزعوم في انتخابات 2016. وفي 16 فبراير 2018، وجهت وزارة العدل الأمريكية اتهامات إلى 13 مواطنًا روسيًا وثلاث شركات روسية بتهمة محاولة التأثير على انتخابات 2016 لدعم حملة ترامب. ومن بين المنظمات التي وجهت إليها الاتهامات وكالة أبحاث الإنترنت، وهي شركة مقرها سانت بطرسبرغ، يقال إنها تستخدم وسائل التواصل الاجتماعي لنشر أخبار كاذبة تروج للمصالح الروسية. وتزعم لائحة الاتهام أن موظفي وكالة أبحاث الإنترنت دُفعوا إلى «استغلال أي فرصة لانتقاد هيلاري [كلينتون]».
واتُهمت روسيا بالانخراط في حملات دعائية هدفها التأثير على الرأي العام بشأن ضم البلاد لشبه جزيرة القرم في 2014. وزُعم أن العمليات التي نفذتها روسيا على وسائل التواصل الاجتماعي الروسية كانت بهدف استخدام المعلومات المضللة من أجل جذب القوات الموالية لروسيا في شبه جزيرة القرم، مع تشويه سمعة الجماعات المتمردة والانفصالية. ويمكن ذكر مثال بارز عن قصة كاذبة انتشرت عبر وسائل التواصل الاجتماعي عن طفل صغير تصلبه القوات الأوكرانية في سلوفيانسك. حظرت كذلك الحكومة الأوكرانية العديد من خدمات الإنترنت الروسية، بما في ذلك شبكة التواصل الاجتماعي الشهيرة، فكونتاكتي، التي تعرضت لانتقادات بكونها تخضع للرقابة، مما أثر على ملايين الأوكرانيين.